# إيزابيل أشدون
إيزابيل أشدون (بالإنجليزية: Isabel Ashdown)‏ هي كاتِبة ومؤلفة بريطانية، ولدت في 30 أغسطس 1970 في لندن في المملكة المتحدة.